# Andrea D'Atri
Andrea Iris D'Atri (Buenos Aires, 13 de febrero de 1967) es psicóloga y docente marxista argentina. Es militante y dirigente del Partido de los Trabajadores Socialistas, un partido de orientación trotskista.Desde diciembre de 2024 es Legisladora de la Ciudad Autónoma de Buenos Aires, tras la renuncia de Celeste Fierro del Movimiento Socialista de los Trabajadores, por el acuerdo de rotación de bancas del Frente de Izquierda y de Trabajadores -. Unidad. 

## Biografía
Se recibió de Licenciada en psicología en la Universidad de Buenos Aires. Se especializó en estudios de la Mujer, dedicándose a la docencia, la investigación y la comunicación. Es dirigente nacional del Partido de los Trabajadores Socialistas (PTS), donde milita desde su fundación en 1988, tras la ruptura del Movimiento al Socialismo (MAS). Ha sido candidata a Diputada Nacional por la Ciudad de Buenos Aires del Frente de Izquierda. Con una reconocida militancia en el movimiento de mujeres tanto en Argentina como en Latinoamérica, en 2003 fundó la agrupación de mujeres Pan y Rosas, que también tiene presencia en países como Chile, Brasil, México, Estados Unidos, Francia, Uruguay, Venezuela y España. Ha dictado conferencias y seminarios sobre los temas de su especialidad en Argentina y otros países de América Latina y Europa. Ha escrito más de tres libros y numerosas publicaciones teóricas sobre feminismo y marxismo.

## Publicaciones
- Pan y Rosas. Pertenencia de género y antagonismo de clase en el capitalismo (2004) - (publicado en Buenos Aires, San Pablo, Caracas, México DF, Barcelona y París)[2]
- Luchadoras: Historias de mujeres que hicieron historia (2006) - (reeditado en San Pablo y Madrid)[8]
- La mujer, el Estado y la revolución de Wendy Z. Goldman (2011) - (escribió el prólogo a la edición en castellano. Lo que presentó en la 37ª Feria del Libro de Buenos Aires de 2011).[9]
- La organización de las mujeres: dificultades y pistas de soluciones (2014)[10]